# Hörendesjön
Hörendesjön är en sjö i Norbergs kommun och Sala kommun i Västmanland som ingår i Norrströms huvudavrinningsområde. Sjön är 30,1 meter djup, har en yta på 6,17 kvadratkilometer och befinner sig 61 meter över havet. Sjön avvattnas av vattendraget Svartån. Vid provfiske har en stor mängd fiskarter fångats, bland annat abborre, björkna, braxen och gers.

## Delavrinningsområde
Hörendesjön ingår i delavrinningsområde (664871-152221) som SMHI kallar för Utloppet av Hörendesjön. Medelhöjden är 88 meter över havet och ytan är 35,84 kvadratkilometer. Räknas de 8 avrinningsområdena uppströms in blir den ackumulerade arean 145,13 kvadratkilometer. Svartån som avvattnar avrinningsområdet har biflödesordning 2, vilket innebär att vattnet flödar genom totalt 2 vattendrag innan det når havet efter 179 kilometer. Avrinningsområdet består mestadels av skog (59 procent) och jordbruk (13 procent). Avrinningsområdet har 6,24 kvadratkilometer vattenytor vilket ger det en sjöprocent på 17,4 procent.

## Skogsbranden i Västmanland 2014
Vid bekämpningen av skogsbranden i Västmanland 2014 användes Hörendesjön som en av de viktigaste vattentäkter för det akuta brandbekämpningsarbetet av vattenbombare för vattenbegjutning från luften.

## Fisk
Vid provfiske har följande fisk fångats i sjön:
- Abborre
- Björkna
- Braxen
- Gärs
- Gädda
- Gös
- Lake
- Löja
- Mört
- Nors